# アプラスフィナンシャル
株式会社アプラスフィナンシャル（英: Aplus Financial Co., Ltd.）は、かつて存在した新生銀行系の中堅信販・クレジットカード会社のアプラスなどを傘下に持つ事業持株会社である。

## 概要
1956年10月、東京の日本信用販売（現:三菱UFJニコス）から分社して大阪信用販売株式会社として発足。1978年に株式会社大信販（だいしんぱん）に、1992年には株式会社アプラスへ社名変更した。
2004年まではUFJ銀行（旧:三和銀行）の系列であり三和グループの所属企業で設立されたみどり会のメンバーだったが、同年9月に新生銀行の子会社となり、同行グループのリテール・ノンバンクの中核企業になる。2006年4月、新生銀行は、ノンバンク・グループ戦略の一環として、リテール・ノンバンクビジネスをアプラスに一元化し効率化を図るため、ショッピングクレジット専業会社の新生セールスファイナンス（旧:帝人ファイナンス）を、アプラスに譲渡した。
2010年4月1日に、住宅ローンの信用保証を除く殆どの事業を会社分割により新設子会社の株式会社アプラスと株式会社アプラスパーソナルローン（ローンカード・証書貸付など消費者金融部門）に吸収分割させ、社名をアプラスフィナンシャルへ変更する。2010年12月28日、親会社である新生銀行が保有の普通株式全てを、新生銀行連結子会社の新生フィナンシャルへ譲渡した。
2020年12月1日付で、株式売渡請求により新生銀行の完全子会社となったが、2022年1月1日にアプラスへ吸収合併され解散した。

## 沿革
- 1956年10月 - 資本金1億円をもって大阪市東区(現中央区)に「大阪信用販売株式会社」を設立。
- 1962年 - ショッピングクレジット業務開始。旧:三和銀行（現:三菱UFJ銀行）と共に「大阪クレジットビューロー（現ジェーシービー）」設立。
- 1972年10月 - クレジットカード業務を開始。
- 1978年9月 - 「株式会社大信販」に社名変更。
- 1980年4月1日 - 休眠会社の「株式会社ダイシンファイナンス」を形式上の存続会社として、「株式会社大信販」（実質上の存続会社）を吸収合併し、（新）株式会社大信販に商号変更。
- 1981年11月 - 大阪証券取引所市場第2部へ株式上場。
- 1984年9月 - 大阪証券取引所市場第1部に指定替え。
- 1984年 - BMWと提携開始。
- 1988年 - 株式会社ジェーシービーと提携し、現在の「APLUS JCB CARD」を発行。
- 1990年 - 国際カードビジネス協会と提携し、現在の「APLUS VISA CARD」を発行。
- 1992年4月 - 「株式会社アプラス」に商号変更。
- 1998年10月 - 株式会社アプラスビジネスサービスを設立。ポルシェオートローン取扱い開始。
- 1999年7月 - アプラス債権回収株式会社（現 エム・ユー・フロンティア債権回収株式会社）を設立。
- 2000年7月 - マスターカードインターナショナルと提携し、「APLUS MasterCard」発行。旧三和銀行・プロミス（現:SMBCコンシューマーファイナンス）と共同で消費者金融会社のモビット（現:SMBCモビット）を設立。
- 2003年4月 - 車関連のパシフィック・オート・トレーディング株式会社を設立。
- 2004年9月 - 株式会社新生銀行と全面提携。同社の完全子会社の株式会社ワイエムエス・シックスの子会社となる。
- 2005年12月 - アルファ債権回収株式会社を設立。情報セキュリティへの取り組みとして「プライバシーマーク」の認定を取得。
- 2006年3月 - 全日信販株式会社（本社岡山市）を子会社化。新生セールスファイナンスの子会社化及び営業譲受。
- 2007年 - 大幅な経営変革の実施により事業構造を大幅に改変すると共に会社のスリム化を推進。
- 2008年10月30日 - 株式譲渡により、株式会社新生銀行の直接の子会社となる。
- 2009年4月24日 - 子会社として、株式会社アプラスパーソナルローンと株式会社アプラスクレジットを設立。
- 2010年4月1日 - 株式会社アプラスが会社分割を実施し、ローンカードや証書貸付などの消費者金融事業を株式会社アプラスパーソナルローンに、カード事業・ショッピングクレジット事業・決済事業を株式会社アプラスクレジットに、それぞれ承継させる。同時に、（旧）株式会社アプラスが株式会社アプラスフィナンシャルに、株式会社アプラスクレジットが（新）株式会社アプラスに、それぞれ商号変更。
- 2010年12月28日 - 新生銀行による株式譲渡により、新生銀行連結子会社の新生フィナンシャルが直接の親会社となる。
- 2012年9月30日 - 子会社の株式会社アプラスとBMWとの提携を解消[6]。
- 2013年7月16日 - 大阪証券取引所と東京証券取引所との現物株市場統合に伴い、東京証券取引所市場第1部に指定替え。
- 2015年3月1日 - 子会社の株式会社アプラスが、親会社の新生フィナンシャルの子会社であった新生カード株式会社を吸収合併[7]。
- 2020年
  - 11月27日 - 東京証券取引所市場第1部上場廃止 [8]。
  - 12月1日 - 株式売渡請求により、新生銀行の完全子会社となる[4]。
- 2022年1月1日 - アプラスへ吸収合併され解散[5]。

法人格上の存続会社
- 1951年3月 - 株式会社奥野亜鉛鍍金工場設立。主業務は線材亜鉛鍍金の加工。
- 1951年10月 - 商号を奥野工業株式会社に変更。
- 1979年10月 - 商号を株式会社ダイシンファイナンスに変更。
- 1980年4月 - ダイシンファイナンスが株式会社大信販を吸収合併し「株式会社大信販」に商号変更（事実上の存続会社は、大信販）。

## 主な関連会社
- 株式会社アプラス
- 株式会社アプラスパーソナルローン
- 全日信販株式会社 - 信販子会社
- 新生セールスファイナンス株式会社 - 新生銀行から譲渡されたアプラス100%出資のショッピングクレジット専業会社
- パシフィック・オート・トレーディング株式会社 - オートローン加盟店に販売車両や各種商品など多様なサービスを提供する
- 株式会社アプラスビジネスサービス - 人材派遣業
- アルファ債権回収株式会社 - サービサー
- 株式会社新生銀行 - 親会社
- 新生フィナンシャル株式会社 - 新生銀行の連結子会社で、株式の一部を保有

## アプラスパーソナルローン
2010年3月まで当社が行っていたローンカード・証書貸付など消費者金融部門を承継する形で2009年4月に設立（クレジットカード付帯のキャッシングについてはアプラスが承継）。現在新規に募集している商品は以下の通り。
- α倶楽部カード
- 目的別ローン
- 住宅関連ローン
- 個人事業主向けローン

## 模倣チラシ
「実在しない関連会社」（「アプラスクリエイトマネージメント」「アプラスクレジット」など）を騙り、同社のロゴを無断で流用しているうえ、「実在しない住所」を記載したチラシが出回っていることが確認されている。実際は無関係の闇金融や貸します詐欺などの組織犯罪集団が作成したものであるため、アプラスのサイト（当社の名称を名乗る金融業者からの勧誘）でもチラシを例示し、注意するように呼びかけている。

## CM出演者

### 旧大信販時代
- 藤谷美和子
- 浅井慎平
- 高市早苗

### アプラス以降
- 島田紳助
- 阿川佐和子
- 藤原紀香

他